# Idaea peluraria
Idaea peluraria is een vlinder uit de familie spanners (Geometridae). De wetenschappelijke naam is voor het eerst geldig gepubliceerd in 1939 door Reisser.
De soort komt voor in Europa.